# Deon Joubert
Deon Joubert (Stato Libero dell'Orange, 10 giugno 1953) è un ex tennista sudafricano.

## Carriera
In carriera ha raggiunto una finale nel singolare al Johannesburg Indoor nel 1979. Nei tornei del Grande Slam ha ottenuto il suo miglior risultato raggiungendo il terzo turno nel singolare a Wimbledon nel 1973.
In Coppa Davis ha giocato un totale di 2 partite, ottenendo una vittoria e una sconfitta.

## Statistiche

### Singolare

#### Finali perse (1)
| Numero | Anno           | Torneo                            | Superficie | Avversario in finale | Punteggio |
| 1.     | 23 aprile 1979 | Johannesburg Indoor, Johannesburg | Cemento    | José Luis Clerc      | 2-6, 1-6  |